# Grande Encyclopédie Larousse
Die Grande Encyclopédie Larousse (Kürzel: GEL) ist ein alphabetisches enzyklopädisches Nachschlagewerk des Verlags Éditions Larousse, das von 1971 bis 1976 in 20 Bänden erschien.

## Konzeption
Nach französischer Tradition kann eine Universalenzyklopädie methodisch oder alphabetisch angelegt sein. Die Grande Encyclopédie Larousse enthält in alphabetischer Reihenfolge rund 8000 reich bebilderte Sach- und Namensartikel, die dem Benutzer das Weltwissen bereitstellen sollen. Die 20 Bände haben insgesamt 12 932 durchgezählte Seiten. 1978 erschien als Band 21 ein Indexband von 649 Seiten mit rund 180 000 Einträgen.
Die Artikel sind signiert. Der letzte Band listet rund 1000 Autoren auf. Als Hauptherausgeber wird Étienne Gillon (1911–1978) genannt. Chefredakteur ist Claude Dubois (1924–2012). Die Papierfassung wird nicht mehr verkauft. Das Werk ist online kostenfrei zugänglich.

## Gliederung
- 1: Aalto - amidon
- 2: Amiens – Austen
- 3: Australie - bouddhisme
- 4: Boudin – cestodes
- 5: Cétacés - composition
- 6: Compresseur - design
- 7: Désinfection - épigraphie
- 8: Épilepsie - français
- 9: France - Guesclin
- 10: Guesde - Ingres
- 11: Initiation - Laos
- 12: La Pérouse - Marches
- 13: Marconi - mouvement
- 14: Moyen âge - Ostie
- 15: Ostrava - pliage
- 16: Plomb - Renaissance
- 17: Renan - science
- 18: Science - fiction - syndicat
- 19: Syndrome - Turquie
- 20: Tuyau - Zwingli